# 星期六公主时间
《星期六公主时间》（英語：Saturday Princess Time）是世界知识出版社于2018年3月出版的书籍，作者是北京外交语言文化中心的时任教师俞文虹。内容讲述的是作者俞文虹在任期期间与诗琳通公主教学汉语的有趣故事，书中也包含了泰国的风土人情、历史文化以及介绍《四朝代》等文学著作。诗琳通公主本人也为本书作序。

## 译本
2019年12月，朱拉隆功大学文學院東方系漢語專業主任苏利·春哈伦德将《星期六公主时间》一书翻译成泰文版，由南美出版社旗下的Thongkasem出版社发行。